# Pep Brocal
Josep Maria Brocal i Llobregat, que firma como Pep Brocal, es un historietista e ilustrador español, nacido en Tarrasa en 1967. 

## Biografía
Simultáneamente a sus estudios de Bellas Artes en la Universidad de Sant Jordi de Barcelona (1985-91), trabajó para las revistas de Toutain Editor y luego también de Norma Editorial, produciendo series como John Pájaro (Cairo, 1989/90) y Hola Terrícola!  (Zona 84, 1989/91).
Desde 1989, se ha dedicado sobre todo a la ilustración de libros de texto o publicidad, debido a la crisis de la industria nacional.
En 1993, junto con Manel Fontdevila y Padu, creó la cabecera Mr. Brain presenta editada por Camaleón Ediciones, un fanzine de historietas del que se publicaron cinco entregas y donde los autores pudieron dar rienda suelta a su concepto del humor. Por esa época comenzó a publicar en la revista "Top Comics" de Ediciones B la historieta V Girl, con guion de Felipe Hernández Cava, e inicia su serie más larga hasta la fecha: Maurici Bonull (1994/2008) para la revista infantil Cavall Fort. Realiza también series cómicas para suplementos de diarios, como Badabum Bim Bang y Ep, Alto para "Vang" (La Vanguardia, 1996-1997) y El Menda para "Ciberpaís" (El País, 1998), 
En el nuevo siglo, ha seguido publicando en revistas como Mister K (Chinche, con su hermano Marc) y El Manglar (Pequeñas Hecatombes, Quasimodo), así como en fanzines (Nosotros Somos Los Muertos).
A través de Entrecomics Cómics, publicó en 2013 Alter y Walter o la verdad invisible.